# Hôtel Gaillard de La Bouëxière
El hôtel Gaillard de La Bouëxière u hôtel de La Porte es una antiguo hôtel particulier parisisno, ubicada en la Plaza Vendôme, al norte de la plaza y con vistas a la rue de la Paix y a la rue Danielle-Casanova. Es contiguo al Hotel de Nocé.
Fue construido a partir de 1711, para el financiero John Law de Lauriston, por el arquitecto Jacques V Gabriel.

## Historia
John Law de Lauriston, financiero y especulador, adquirió varios terrenos, incluido este, en 1706. Hizo construir allí el hotel, a partir de 1711, por el arquitecto Jacques V Gabriel, del que inmediatamente cedió el usufructo al granjero general y secretario del rey Luis XIV, Paul-Étienne Brunet de Rancy, conservando la nuda propiedad.
En 1724, Gilles Brunet de Rancy, hijo del anterior, que mientras tanto se había convertido en propietario total, vendió el hotel al granjero general Jean Gaillard de La Bouëxière, señor de Gagny.
En 1759, a la muerte de este último, pasó a manos de su yerno, el marqués Jean Hyacinthe Hocquart de Montfermeil, luego de su hijo, Jean Emmanuel Hocquart de Maisonrouge, que lo vendió en 1766, a favor de los Ministro de Marina, Arnaud de La Porte, quien lo conservó a su vez, hasta su muerte en 1792, año durante el cual fue adquirido por el maestro Marc Colin, notario, quien lo vendió, con sus cargos, a su sucesor, el maestro Alexandre Rousseau, quien sirvió allí hasta 1816.
Fue adquirido al año siguiente por Jacques Amable Beaurain, quien alquiló una tienda en la planta baja al farmacéutico y boticario inglés Peter Pariss, en virtud de un contrato de arrendamiento de nueve añoscelebrado el 30 de abril de 1841, por el maestro Guyon en París, al alquiler anual de 2200 francos.
Transmitió el hotel, en 1837, a su hija Clarisse Joséphine Angélique Beaurain, con motivo de su matrimonio con Jean-Étienne-Régnault Nitot, hijo de François-Régnault Nitot, él mismo hijo de Marie-Étienne Nitot, fundador de la joyería Chaumet. La familia Nitot sigue siendo propietaria hasta principios del siglo XX. La familia también es propietaria del Hôtel de Gramont, del que se separó en 1897, a favor de César Ritz, quien lo transformó, junto con el vecino Hôtel Crozat, en el actual Hôtel Ritz.
Ahora es propiedad de la familia Colban, que se hizo cargo de la casa Charvet en 1965, y cuya tienda ha estado allí desde 1981.

## Protección
Está parcialmente clasificado como monumento histórico por sus fachadas y cubiertas por orden del16 février 192816 de febrero de 1928.